# Postura sexual de cucharita

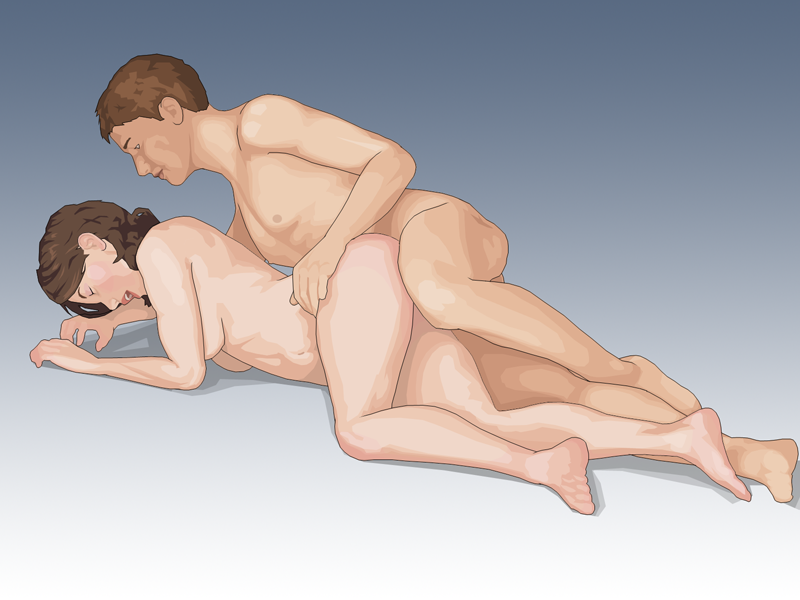
La postura sexual de cucharita

La posición de cuchara, de cucharita o cuchareo es tanto una postura sexual como una técnica de abrazo. En idiomas como el francés o el italiano se le denomina postura del 99. El nombre deriva de la forma en que pueden colocarse dos cucharas una al lado de la otra, con las partes cóncavas alineadas. La postura sexual de cucharita es una forma de posición de penetración desde atrás, siendo la otra la posición de perrito. La postura sexual de cucharita ha sido denominada una de las «cuatro posiciones sexuales básicas».

## Práctica
En la postura de abrazo en cucharita, uno de los miembros de la pareja se acuesta de costado con las rodillas dobladas mientras que el otro se acuesta con la parte delantera de su cuerpo presionada contra la espalda de la pareja. La posición de cucharitas no está limitada a dos personas.
En la postura sexual en cucharita, la pareja que recibe la penetración se ubica en la posición de cuchara interna y quien penetra en la de cuchara externa en preparación para la penetración desde atrás. Para la penetración, la pareja puede alejar la parte superior de sus cuerpos, de forma que solo queden conectadas por las pelvis, y también es posible que descansen las piernas encima de las de la pareja. La pareja que es penetrada puede alzar la parte superior de su rodilla para así facilitar la penetración.
Durante la actividad sexual heterosexual, quien penetra puede acariciar el estómago, los senos o el clítoris de la mujer o besar su nuca y orejas. La mujer puede acariciarse  el clítoris o incluso acariciar el escroto de su pareja. Además, el pene estimula la parte frontal de la vagina y puede estimular el área que comúnmente es llamada punto G. Junto con la posición de perrito, es posible que esta sea la mejor postura para estimular esta área.
Variaciones de esta postura incluyen a la pareja acostada de costado viéndose cara a cara o en posición de tijeras. También es posible el sexo anal en esta posición, así como el uso de un vibrador.

## Ventajas y desventajas
La posición de cucharitas permite una gran intimidad física, en tanto hay un contacto del cuerpo entero que permite acurrucarse o abrazarse. Ambos miembros de la pareja tienen control sobre el ángulo y profundidad de la penetración, y el sexo lento y de baja intensidad puede durar mucho tiempo porque, usualmente, en esta postura el hombre tarda más en llegar al orgasmo. No obstante, brinda poca estimulación visual para cualquiera de los dos, en tanto no están uno frente al otro y no pueden ver el cuerpo del otro por completo. También es posible que el pene se salga fácilmente.
La posición de las cucharas puede ser preferida por parejas que acaban de despertarse o que se encuentran muy cansadas. Puede usarse durante el embarazo, incluso durante el último trimestre, debido a que no ejerce presión sobre el abdomen. También es buena para quienes se recuperan de una enfermedad o cirugía, o para personas mayores, en tanto ejerce menos presión sobre los músculos.

## Historia
La mayoría de arte erótico romano mostraba parejas en posición de cucharita.